# Chrysops silaceus
Chrysops silaceus är en tvåvingeart som beskrevs av Austen 1907. Chrysops silaceus ingår i släktet Chrysops och familjen bromsar. Inga underarter finns listade i Catalogue of Life.